# Agnes av Holstein-Gottorp
Agnes av Holstein-Gottorp, född 20 december 1578, död 13 april 1627, var en tysk prinsessa, dotter till hertig Adolf av Holstein-Gottorp och Kristina av Hessen. Hon var yngsta syster till Karl IXs drottning Kristina av Sverige och moster till kung Gustav II Adolf.
När Kristina skulle gifta sig med Karl beledsagades hon i juli 1592 till Sverige av modern och de två yngre av sina tre systrar (äldre systern Sofia hade nyligen blivit änka i Mecklenburg), i ett lysande följe med praktvagnar som dåförtiden var mycket sällsynta i landet och som passade så dåligt på de svenska ridvägarna att resan var mycket besvärlig.
Under sorgeperioden efter hertig Johan av Östergötland år 1618 gästade danska sändebudet Sivert Grubbe hertigens svärmor Kristina när hon var änkedrottning på Nyköpingshus, och då var Agnes, som var klen och hade en deformerad rygg, också gäst där. Agnes förblev ogift. Hon bodde hos sin syster Kristina i Sverige under sina sista år, och ett antal konflikter vid hovet och andra medlemmar av kungahuset finns noterade under hennes år i Sverige.
Änkedrottningen avled 1625 och hennes syster Agnes två år senare i Sverige. Medan Kristina gravsattes i Strängnäs vilar Agnes stoft i Gustavianska gravkoret i Riddarholmskyrkan, där kistan vid senaste omplanering på 1980-talet tagits upp ur kryptan och fått en synlig placering uppe i koret.